# Mariinski Possad
Mariinski Possad (russisch Мариинский Посад Mariinskij Posad; tschuwaschisch Сӗнтӗрвӑрри Sĕntĕrvărri; bis 1856 Сундырь Sundyr) ist eine russische Stadt in der Autonomen Republik Tschuwaschien innerhalb des Wolga-Föderationskreises. Sie ist Verwaltungssitz des Rajons Mariinski Possad und hat 9088 Einwohner (Stand 14. Oktober 2010). Häufig wird die Stadt nur verkürzt Marpossad (Марпосад) genannt.

## Geographie
Die Stadt liegt am rechten Ufer des Kuibyschewer Stausees an der Mündung des Flusses Sundyrka, rund 800 km östlich von Moskau und 28 km östlich der Republikhauptstadt Tscheboksary. Nächstgelegene Stadt ist Nowotscheboksarsk, rund 30 km westlich von Marpossad entfernt.

## Geschichte

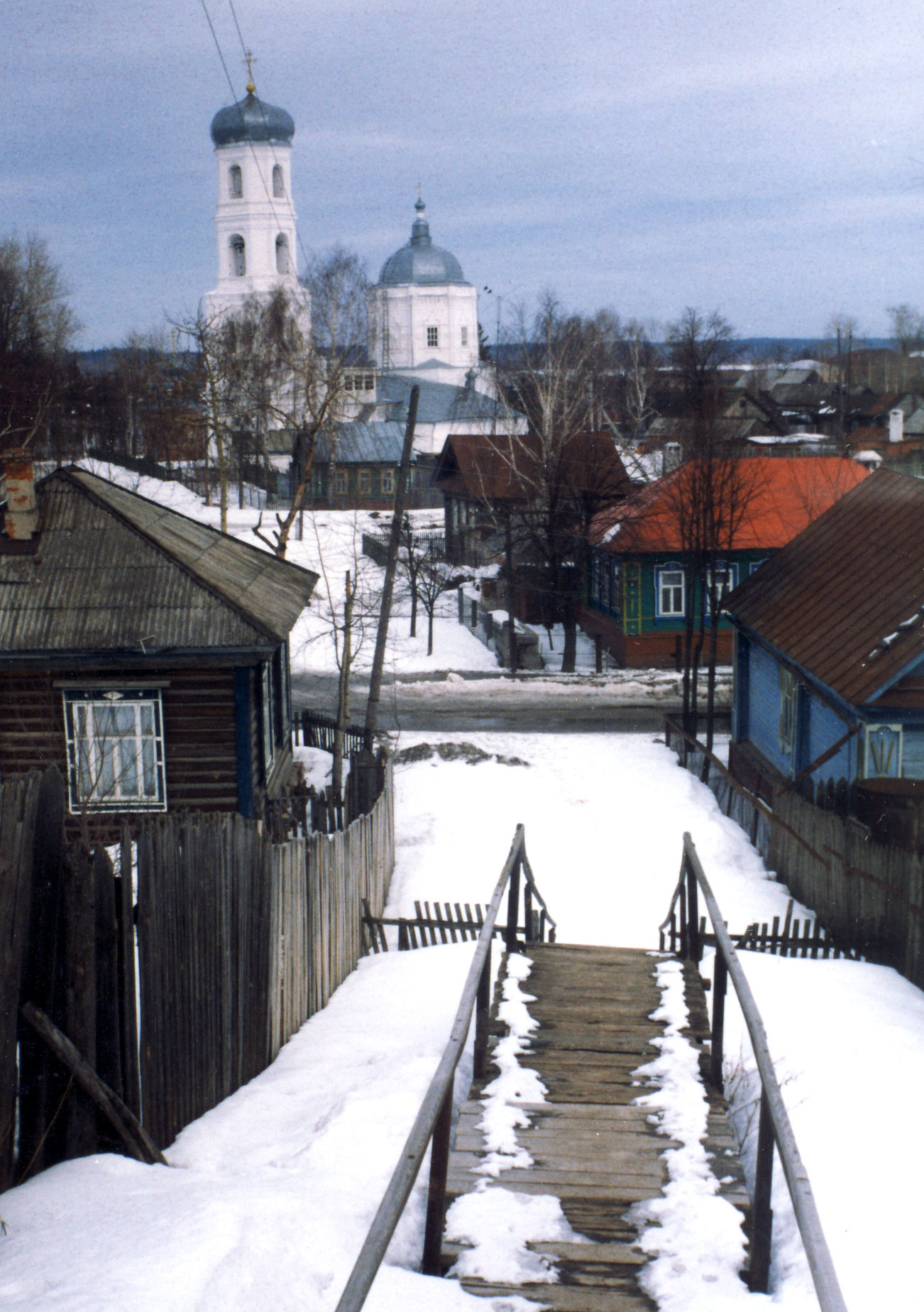
Frühling in Mariinski Possad

Das Dorf Sundyr wurde erstmals im Jahre 1620 erwähnt und erhielt seinen Namen nach dem heute Sundyrka genannten Fluss, der hier in die Wolga fließt. Seine Bezeichnung ist vor-tschuwaschischen Ursprungs und bedeutet vermutlich „Schlucht, in der Wasser fließt“. 1856 wurde die Siedlung auf Betreiben der örtlichen Kaufmannschaft durch einen Ukas Alexanders II. nach der Zarin Maria Alexandrowna in Mariinski Possad umbenannt. Zugleich erhielt der Ort Stadtrechte.
| Jahr | Einwohner |
| ---- | --------- |
| 1939 | 07.183    |
| 1959 | 08.805    |
| 1970 | 10.239    |
| 1979 | 10.025    |
| 1989 | 10.443    |
| 2002 | 10.273    |
| 2010 | 09.088    |

Anmerkung: Volkszählungsdaten

## Wirtschaft, Verkehr und Sehenswürdigkeiten
In der Stadt gibt es u. a. Baustoff-, Maschinenbau- und Lebensmittelindustrie sowie ein Kabelwerk. Mariinski Possad besitzt außerdem einen Flusshafen an der Wolga.
Zu den Sehenswürdigkeiten der Kleinstadt zählen u. a. die Dreifaltigkeits-Kirche (Троицкий собор, 1775; 1903 durchgreifend verändert) sowie die Kirche der Gottesmutter von Kasan (Казанская церковь, 1761; 1889 erweitert).

## Persönlichkeiten
Söhne und Töchter
- Marija Worobjowa-Stebelskaja (Marewna) (1892–1984), Malerin